# Diecezja pelplińska
Diecezja pelplińska (łac. Dioecesis Pelplinensis; niem. Bistum Pelplin) – jedna z trzech diecezji obrządku łacińskiego metropolii gdańskiej w Polsce, historycznie nawiązująca do diecezji chełmińskiej erygowanej przez papieża Innocentego IV 29 lipca 1243. 25 marca 1992 papież Jan Paweł II bullą Totus Tuus Poloniae populus zmienił nazwę diecezji chełmińskiej na pelplińską i włączył ją w skład nowo utworzonej metropolii gdańskiej. Zreorganizowana została również struktura diecezji. W jej skład weszła część dekanatów dawnej diecezji chełmińskiej, archidiecezji gnieźnieńskiej i diecezji koszalińsko-kołobrzeskiej. Największym miastem diecezji jest Tczew.

## Historia
Diecezja pelplińska historycznie nawiązuje do diecezji chełmińskiej, którą utworzono 29 lipca 1243. Przez prawie 580 lat stolicą diecezji była Chełmża. 16 lipca 1821 papież Pius VII bullą De salute animarum powiększył diecezję chełmińską i przeniósł jej stolicę z Chełmży do Pelplina. Już wcześniej biskupi rezydowali w Pelplinie, a w 1829 przeniesiono tu seminarium duchowne. Kolejnej przebudowy struktur diecezji dokonał 28 października 1925 bullą Vixdum Poloniae unitas papież Pius XI wytyczając nowe granice diecezji.
W okresie od 7 do 9 lipca 1959 w Pelplinie odbył się Synod Diecezji Chełmińskiej, natomiast 22 kwietnia 1960 erygowana została przez papieża Jan XXIII kapituła kolegiacka w Chełmnie. Od 23 października 1960 w diecezji odbywała się peregrynacja kopii obrazu Matki Boskiej Częstochowskiej, która trwała do 29 października 1961. Po zakończeniu peregrynacji obraz Matki Boskiej Częstochowskiej przekazano w Chojnicach diecezji gorzowskiej. 1 listopada 1964 papież Paweł VI erygował kapitułę kolegiacką kamieńską.
25 marca 1992 bullą Totus Tuus Poloniae populus papież Jan Paweł II dokonał reorganizacji administracji Kościoła w Polsce. W jej wyniku diecezja chełmińska została przemianowana na diecezję pelplińską i zreorganizowana co do struktury. Weszła wraz z nowo powstałą diecezją toruńską w skład nowo utworzonej metropolii gdańskiej. W wyniku reorganizacji większość byłej diecezji (chełmińskiej) pozostała w diecezji pelplińskiej, a część włączono do diecezji toruńskiej (w której znalazła się między innymi była stolica diecezji Chełmża). Pierwszym biskupem pelplińskim mianowany został dotychczasowy biskup pomocniczy chełmiński Jan Bernard Szlaga, a biskupem pomocniczym przeniesiony z diecezji koszalińsko-kołobrzeskiej biskup Piotr Krupa.
20 października 1992 erygowana została kapituła kolegiacka w Kartuzach, a 5 grudnia 1992 rozpoczęła się I sesja Diecezjalnego Synodu Plenarnego w Pelplinie. 11 marca 1993 papież Jan Paweł II nadał kościołowi pw. Ścięcia św. Jana Chrzciciela w Chojnicach tytuł bazyliki mniejszej.
Historycznym wydarzeniem w dziejach diecezji była wizyta papieża Jana Pawła II w Pelplinie, która miała miejsce 6 czerwca 1999. Rok później, 6 czerwca 2000 zakończony został uroczyście I Synod Diecezjalny, a 18 października 2000 bp Jan Bernard Szlaga erygował kapitułę kolegiacką w Koronowie. 5 marca 2011 koronowska kolegiata pw. Wniebowzięcia Najświętszej Maryi Panny została ogłoszona przez papieża Benedykta XVI bazyliką mniejszą.
15 września 2011 papież Benedykt XVI przyjął rezygnację biskupa Piotra Krupy z urzędu biskupa pomocniczego w związku z osiągnięciem przez niego wieku emerytalnego. 24 marca 2012 mianował ks. Wiesława Śmigla biskupem pomocniczym diecezji. Sakrę biskupią ks. Wiesław Śmigiel przyjął w katedrze pelplińskiej 21 kwietnia 2012. Głównym konsekratorem był abp Sławoj Leszek Głódź, a współkonsekratorami abp Henryk Muszyński i bp Andrzej Suski. W konsekracji z powodu stanu zdrowia nie uczestniczył biskup pelpliński Jan Bernard Szlaga, który kilka dni później, 25 kwietnia 2012 zmarł w szpitalu. Na czas sedewakancji administratorem diecezji został bp Wiesław Śmigiel. 
27 października 2012 Benedykt XVI mianował nowego biskupa diecezjalnego. Został nim dotychczasowy biskup pomocniczy archidiecezji gdańskiej Ryszard Kasyna. Nowy biskup kanonicznie objął diecezję 1 grudnia 2012, a tydzień później 8 grudnia 2012 odbył uroczysty ingres do katedry pelplińskiej. W 2017 roku bp. pomocniczy Wiesław Śmigiel został skierowany na stanowisko biskupa toruńskiego ze względu z rezygnacji bp. Andrzeja Suskiego ze stanowiska biskupa, który rok wcześniej osiągnął wiek emerytalny. Przez półtora roku diecezja nie miała biskupa pomocniczego. W 2019 roku Franciszek skierował ks. kapelana Arkadiusza Okroja, proboszcza parafii św. Michała Archanioła w Kiełpinie, na stanowiska biskupa pomocniczego. Głównym konsekratorem był biskup diecezjalny pelpliński Ryszard Kasyna, zaś współkonsekratorami arcybiskup Salvatore Pennacchio, nuncjusz apostolski w Polsce i Wiesław Śmigiel, dawny biskup pomocniczy, ob. biskup toruński. Jako zawołanie biskupie przyjął on słowa Euntes Evangelium praedicate (Idąc, głoście Ewangelię).
8 października 2019 roku Sąd Apelacyjny w Gdańsku, wyrokiem prawomocnym, nakazał diecezji skierowanie przeprosin oraz partycypowanie w wypłacie odszkodowania w wysokości 400 tys. zł tytułem zadośćuczynienia na rzecz powoda, byłego ministranta, Marka Mielewczyka jednego z bohaterów filmu braci Sekielskich „Tylko nie mów nikomu”. Będąc ministrantem był molestowany przez wikarego z Kartuz. Finansowe zadośćuczynienie mają zapłacić wspólnie wikary, Parafia św. Kazimierza w Kartuzach i diecezja pelplińska.

## Biskupi

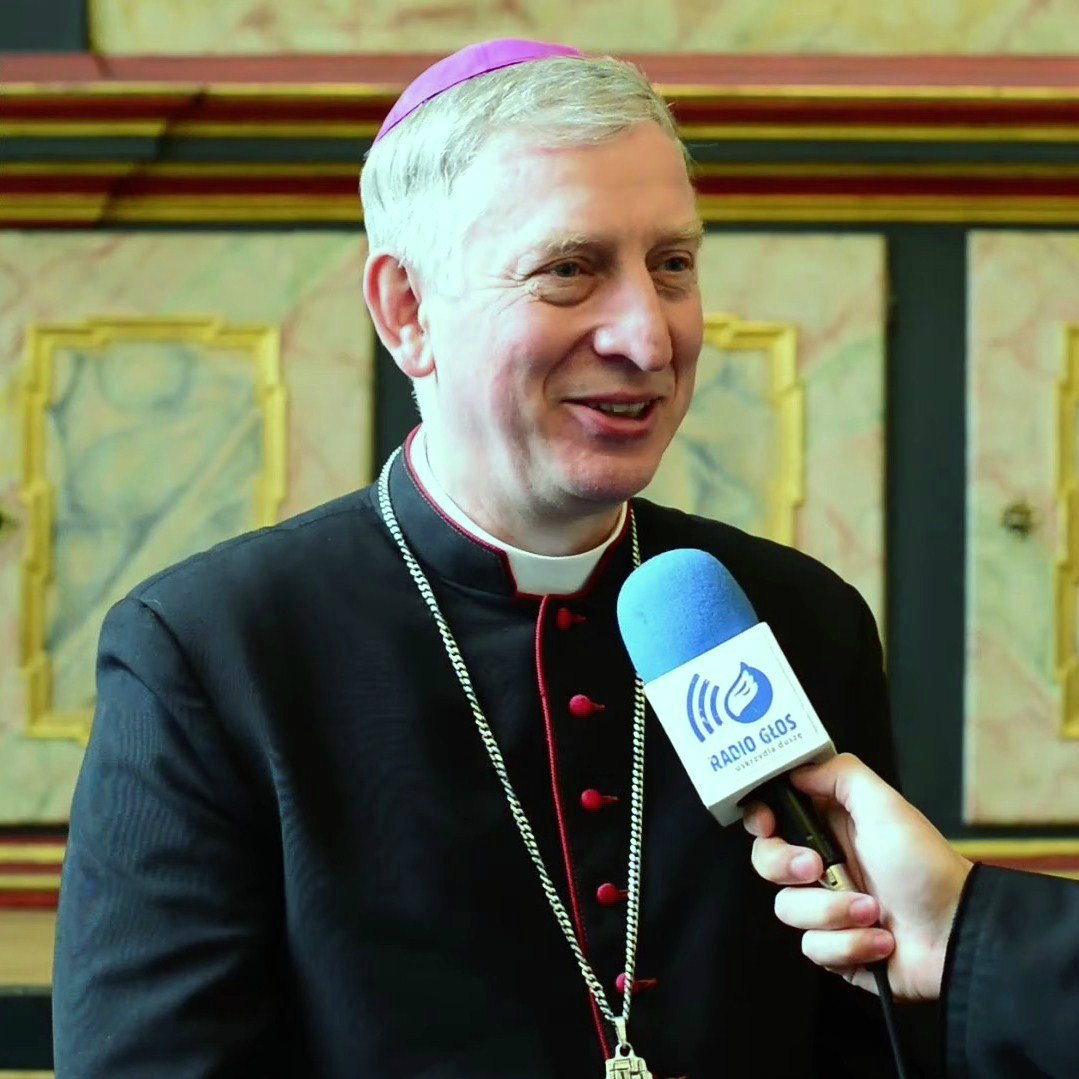
Ryszard Kasyna – biskup diecezjalny

### Biskup diecezjalny
- bp Ryszard Kasyna – od 2012

## Instytucje
- Wyższe Seminarium Duchowne w Pelplinie
- Kuria diecezjalna
- Sąd diecezjalny
- Collegium Marianum w Pelplinie
- Diecezjalne Caritas
- Muzeum diecezjalne
- Radio Głos

## Kapituły
- Kapituła Katedralna Pelplińska przy Bazylice Katedralnej pw. Wniebowzięcia Największej Maryi Panny w Pelplinie;
- Kapituła Kolegiacka Kamieńska przy parafii św. Apostołów Piotra i Pawła w Kamieniu Krajeńskim (erygowana 1 listopada 1964);
- Kapituła Kolegiacka Kartuska przy parafii Wniebowzięcia NMP w Kartuzach (erygowana 20 października 1992);
- Kapituła Kolegiacka Koronowska przy parafii Wniebowzięcia NMP w Koronowie (erygowana 18 października 2000).

## Główna świątynia
- Bazylika katedralna Wniebowzięcia Najświętszej Maryi Panny w Pelplinie (rocznica poświęcenia: 8 marca)

## Bazyliki mniejsze
- Bazylika katedralna pw. Wniebowzięcia Najświętszej Maryi Panny w Pelplinie (od 1965);
- Bazylika Ścięcia św. Jana Chrzciciela w Chojnicach (od 1993);
- Bazylika Wniebowzięcia Najświętszej Maryi Panny w Koronowie (od 2011).

## Sanktuaria
- NMP Królowej Krajny w Byszewie
- Bł. Daniela Brottier w Chojnicach

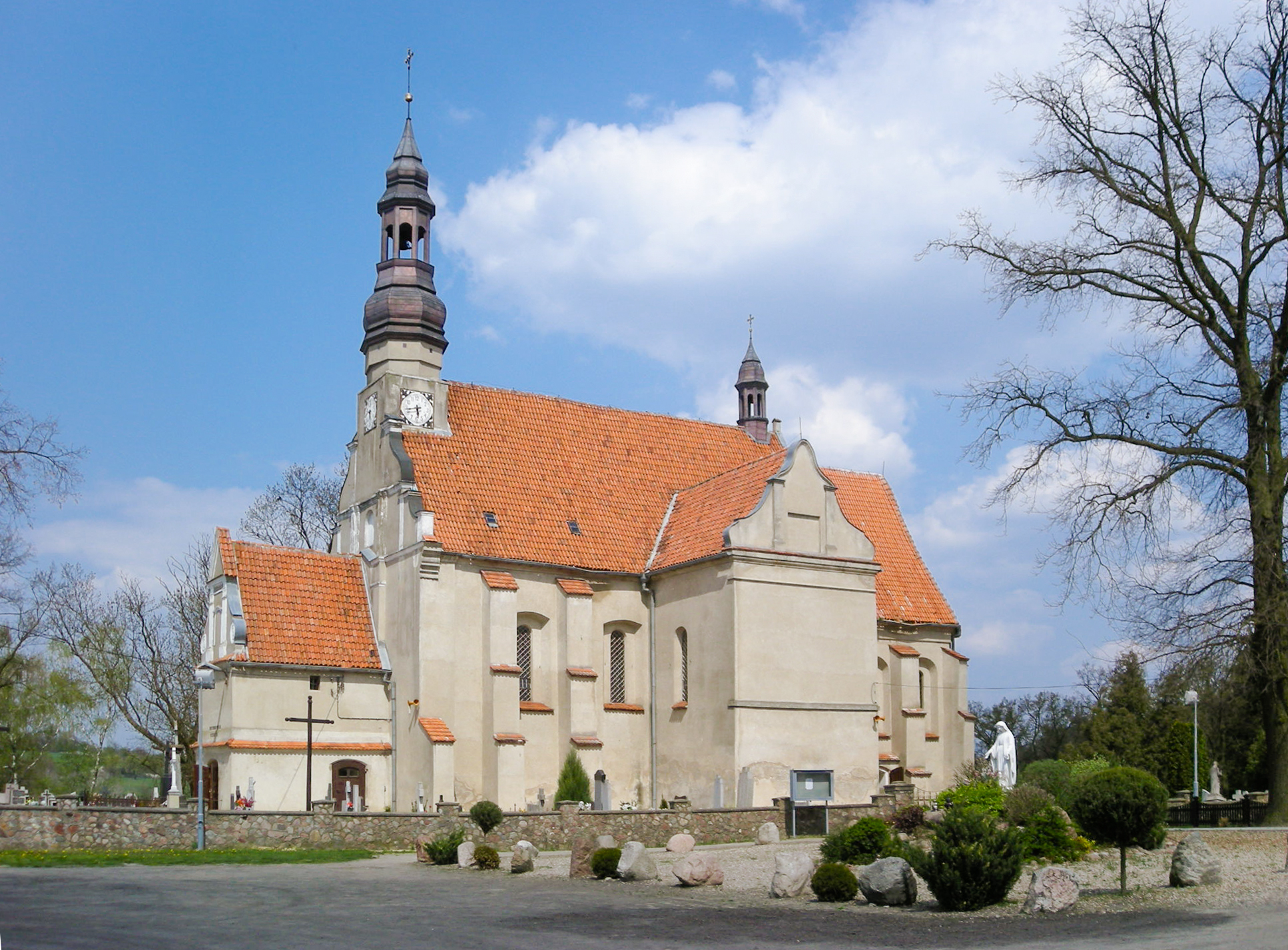
Sanktuarium NMP Królowej Krajny

- Św. Wojciecha w Gorzędzieju k. Tczewa
- Matki Bożej Bolesnej w Kościerzynie
- Matki Bożej Królowej Rodzin w Kościerzynie
- Św. Jakuba Apostoła w Lęborku
- Matki Bożej Pocieszenia w Lubiszewie k. Tczewa
- Św. Rocha w Osieku
- Matki Bożej Królowej Pomorza i Matki Jedności w Piasecznie
- Matki Kościoła w Płochocinie
- NMP Królowej Kaszub w Sianowie
- Matki Bożej Częstochowskiej w Świeciu
- Matki Bożej Uzdrowienia Chorych w Topolnie
- Kalwaryjskie w Wielu
- Matki Bożej Szkaplerznej w Zamarte

## Kolegiaty
- Kolegiata Kamieńska pw. Świętych Apostołów Piotra i Pawła w Kamieniu Krajeńskim (od 1964);
- Kolegiata Kartuska pw. Wniebowzięcia Najświętszej Maryi Panny w Kartuzach (od 1992);
- Bazylika Kolegiacka pw. Wniebowzięcia Najświętszej Maryi Panny w Koronowie (od 2000).

## Dekanaty
Diecezja pelplińska składała się od 25 marca 1992 z dekanatów z dawnych diecezji: chełmińskiej, koszalińsko-kołobrzeskiej oraz z jednego dekanatu archidiecezji gnieźnieńskiej. 10 marca 2004 w związku z powstaniem diecezji bydgoskiej wyłączono z diecezji pelplińskiej kilka dekanatów i utworzono nowe. Obecne diecezja składa się z następujących dekanatów:
| Dekanat                   | Dziekan                  |
| ------------------------- | ------------------------ |
| Dekanat Borzyszkowy       | ks. Marek Weltrowski     |
| Dekanat Brusy             | ks. Andrzej Kubisz       |
| Dekanat Bytów             | ks. Krzysztof Szary COr  |
| Dekanat Chojnice          | ks. Jacek Dawidowski     |
| Dekanat Czersk            | ks. Andrzej Wałdoch      |
| Dekanat Człuchów          | ks. Grzegorz Rybicki     |
| Dekanat Gniewino          | ks. Marian Miotk         |
| Dekanat Gniew             | ks. Andrzej Ossowski     |
| Dekanat Główczyce         | ks. Waldemar Pielecki    |
| Dekanat Jeżewo            | ks. Krzysztof Ostasz     |
| Dekanat Kamień Krajeński  | ks. Eugeniusz Pepliński  |
| Dekanat Kartuzy           | ks. Piotr Krupiński      |
| Dekanat Koronowo          | ks. Wiesław Wiśniewski   |
| Dekanat Kościerzyna       | ks. Jan Ostrowski        |
| Dekanat Lębork            | ks. Tadeusz Drobinski    |
| Dekanat Lubiewo           | ks. Paweł Sitarek        |
| Dekanat Nowe nad Wisłą    | ks. Grzegorz Kaiser      |
| Dekanat Pelplin           | ks. Tadeusz Brzeziński   |
| Dekanat Rytel             | ks. Jarosław Kaźmierczak |
| Dekanat Sierakowice       | ks. Piotr Grabowski      |
| Dekanat Skarszewy         | ks. Ryszard Konefał      |
| Dekanat Skórcz            | ks. Tomasz Patoka        |
| Dekanat Starogard Gdański | ks. Janusz Lipski        |
| Dekanat Stężyca           | ks. Krzysztof Koch       |
| Dekanat Świecie nad Wisłą | ks. Mariusz Herold       |
| Dekanat Tczew             | ks. Krzysztof Niemczyk   |
| Dekanat Tuchola           | ks. Ireneusz Kalf        |
| Dekanat Zblewo            | ks. Zenon Górecki        |
| Dekanat Łeba              | ks. Zenon Myszk          |
| Dekanat Łupawa            | ks. Piotr Czaja          |

## Patroni
- Pierwszorzędny: Matka Boża Nieustającej Pomocy
- Drugorzędny:
  - Święty Wawrzyniec – diakon i męczennik (10 VIII)
  - św. Bernard z Clairvaux – opat i doktor Kościoła (20 VIII)

## Pelplińscy Błogosławieni

### Męczennicyz okresu II wojny światowej
Wśród 108 męczenników z okresu II wojny światowej, związanymi z ziemią pomorską i Kociewiem oraz diecezją pelplińską są:
- bł. Bronisław Komorowski – prezbiter, działacz i polityk polskiego ruchu narodowego w Gdańsku oraz kapelan harcerski Wolnego Miasta Gdańsk;
- bł. Franciszek Rogaczewski – prezbiter, działacz polski w Wolnym Mieście Gdańsku;
- bł. Hilary Januszewski – zakonnik, przeor klasztoru Karmelitów „na Piasku” w Krakowie w latach 1939–1945;
- bł. Józef Jankowski – zakonnik, pallotyn, katecheta, duszpasterz żołnierzy i ludności cywilnej w Ołtarzewie, sekretarz Komitetu Pomocy Dzieciom w latach 1939–1941;

a także wśród 11 męczennic z Nowogródka, mieszkanką ziemi kociewskiej i diecezji jest:
- bł. Maria Heliodora Matuszewska – zakonnica, nazaretanka.